# Włocławek (Landgemeinde)
Die Gmina wiejska Włocławek ist eine Landgemeinde in der polnischen Woiwodschaft Kujawien-Pommern und im Powiat Włocławski. Sitz der Landgemeinde ist die Stadt Włocławek (deutsch Leslau), die weder dem Kreis noch der Gemeinde angehört. Die Gmina hat eine Fläche von 220 km² und 7365 Einwohner (Stand 31. Dezember 2020).

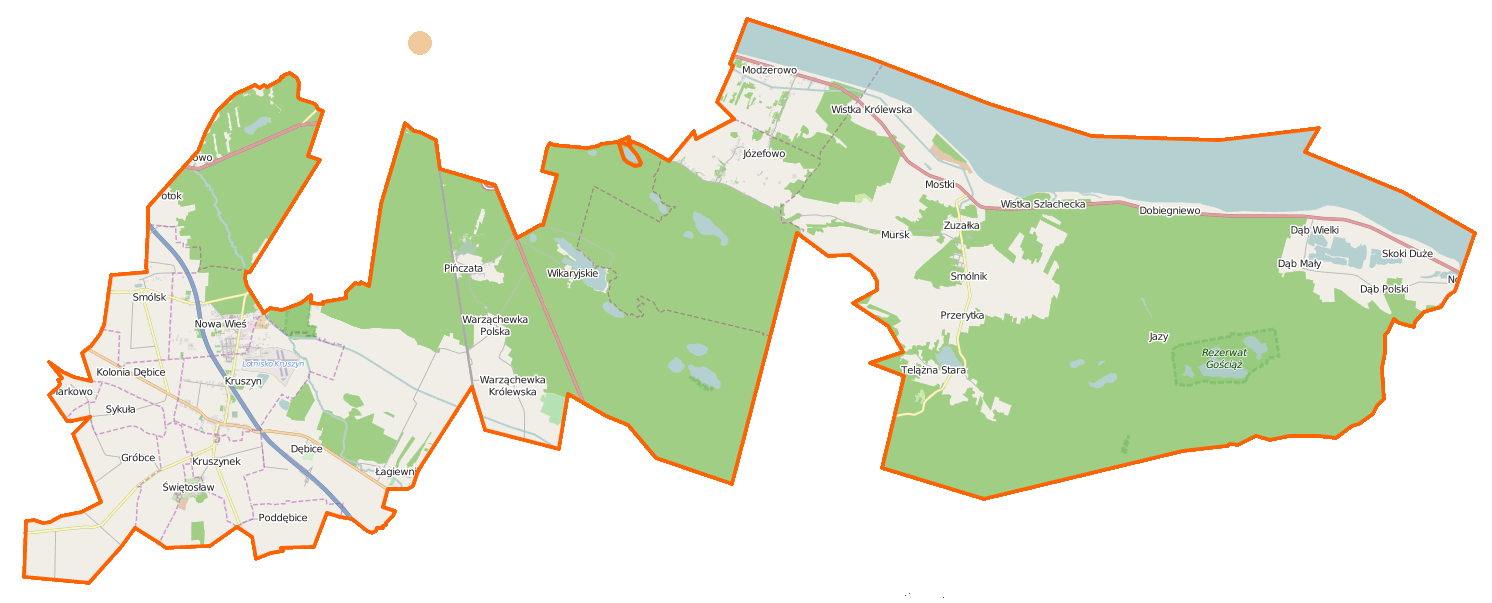
Karte der Landgemeinde Włocławek

## Geographie

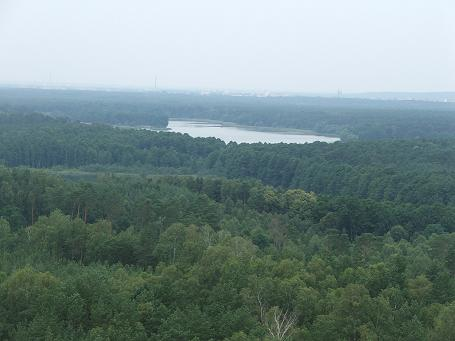
Wikaryjskie-See

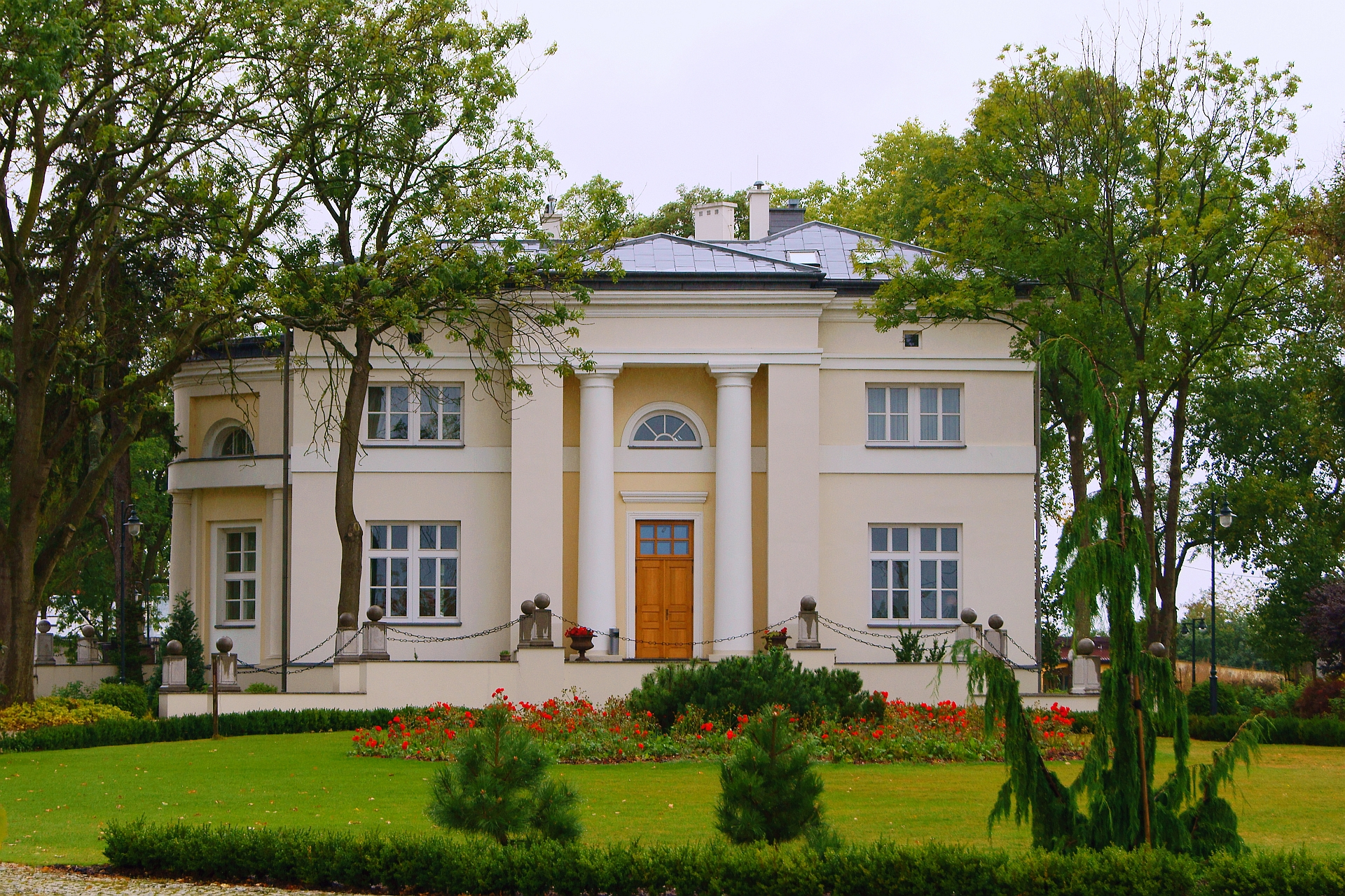
Herrenhaus in Smólsk

Die Landgemeinde liegt im Süden der Stadt Włocławek. Ihre Nordostgrenze wird durch den Fluss Weichsel (Wisła) gebildet.

## Gemeindegliederung
Zur Gemeinde gehören die folgenden Ortschaften (deutsche Namen 1939 bis 1945), die 26 Schulzenämter (sołectwo) bilden:
| - Dąb Mały (1939–1945 Neusiedeln) - Dobra Wola - Gróbce (1939–1942 Grubze, 1943–1945 Grobing) - Józefowo (1943–1945 Josefssee) - Kolonia Dębice - Kosinowo (1943–1945 Kiepen) - Koszanowo (1943–1945 Körbenau) - Kruszyn (1939–1942 Kruschyn, 1943–1945 Kruschin) - Kruszynek (1939–1942 Kruschynek, 1943–1945 Kruschingen) - Ludwinowo (1939–1942 Ludwinowo, 1943–1945 Ludwigsfeld) - Ładne (1943–1945 Altschul) - Łagiewniki (1939–1942 Lagewiki, 1943–1945 Schönlage) - Markowo (1939–1942 Markowo, 1943–1945 Marking) | - Modzerowo (1943–1945 Stauberwald) - Mursk (1943–1945 Grünmoor) - Nowa Wieś (1939–1942 Nowa Wjes, 1943–1945 Forstdorf) - Pińczata (1939–1942 Polska-Warschonchewka, 1943–1945 Wersingen) - Poddębice (1939–1942 Poddembize, 1943–1945 Grüneiche) - Skoki Duże (1943–1945 Springental) - Smólnik (1943–1945 Kienort) - Smólsk (1943–1945 Schmolsig) - Telążna Leśna (1943–1945 Telsenwald) - Warząchewka Królewska (1943–1945 Kellen) - Warząchewka Nowa (1943–1945 Deutsch Warsingen) - Warząchewka Polska (1939–1942 Wikarijske, 1943–1945 Warsingen) - Wistka Królewska (1943–1945 Amtshof) |
| Weitere Ortschaften der Gemeinde sind: | |
| - Adaminowo (1943–1945 Adlersfeld) - Dąb Polski (1939–1942 Osthütten,1943–1945 Klein Dembe) - Dąb Wielki (1939–1942 Altsiedeln,1943–1945 Groß Dembe) - Dębice (1939–1942 Dembize, 1943–1945 Eichland) - Dobiegniewo (1939–1945 Rennental) - Humlin (1939–1942 Humlin, 1943–1945 Hummel) - Jazy (1943–1945 Fischsee) - Łączki - Łuba Druga - Mostki (1943–1945 Brückental) - Płaszczyzna - Potok (1943–1945 Bachen) - Przerytka (1943–1945 Wiesenhain) - Przyruda (1943–1945 Brückenfeld)                                  | - Radyszyn (1943–1945 Radwalde) - Ruda (1943–1945 Ruden) - Skoki Małe (1943–1945 Hüpping) - Smolarka (1943–1945) - Smolarskie - Stasin (1943–1945 Sandhügel) - Sykuła - Świętosław (1939–1942 Swentoslaw, 1943–1945 Schwenzlau) - Telążna Stara (1943–1945 Wagendorf) - Widoń (1939–1942 Widon, 1943–1945 Wieden) - Wikaryjskie (1939–1942 Wikarijske, 1943–1945 Schönsee) - Wistka Szlacheck (1943–1945 Flößen) - Wójtowskie (1943–1945 Storchsee) - Zuzałka (1943–1945 Sandkuhl) |

## Verkehr

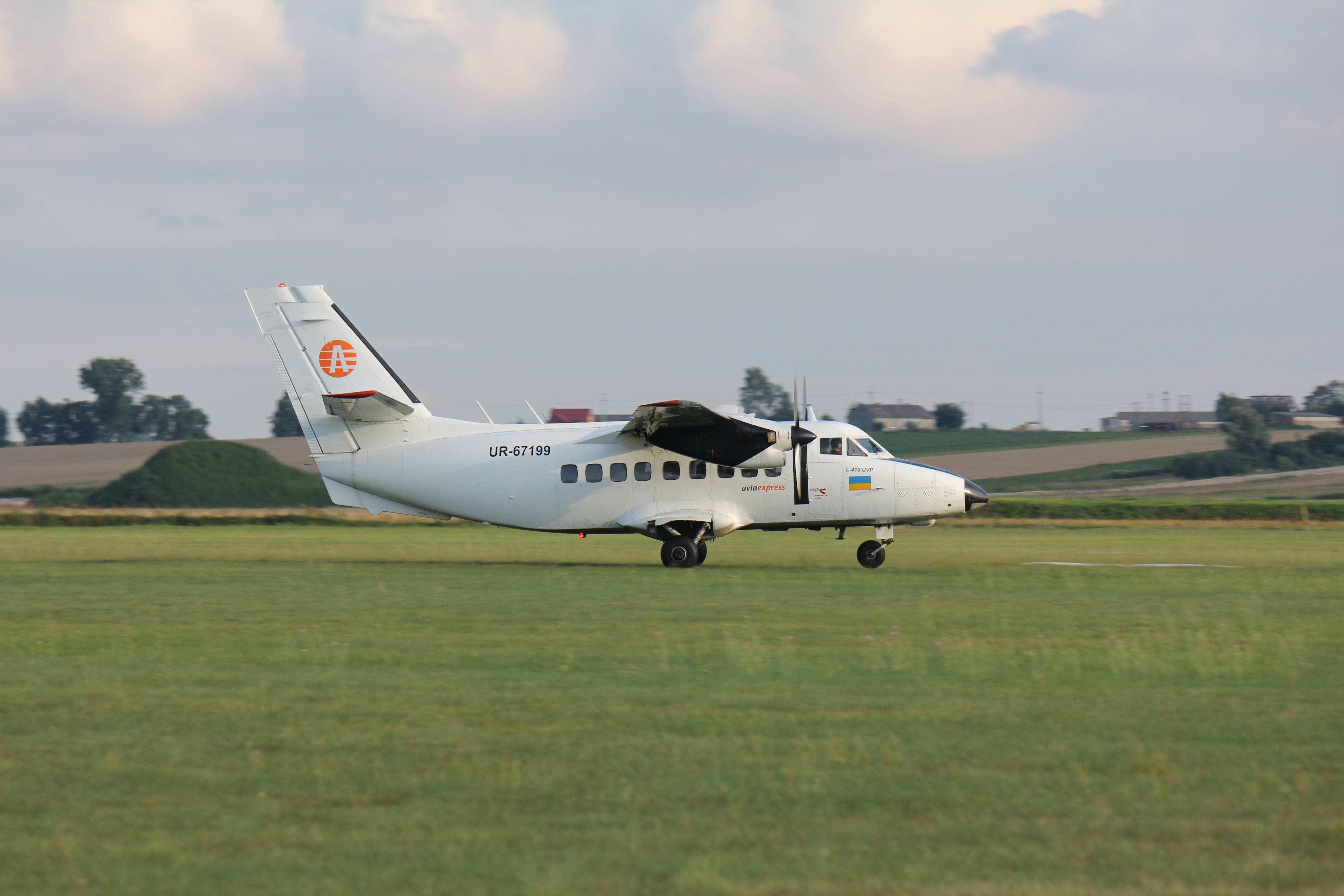
Let 410 auf dem Flugplatz in Kruszyn

Auf dem Gebiet der Landgemeinde befindet sich bei Nowa Wieś der Flugplatz Włocławek-Kruszyn (ICAO-Code: EPWK), der vom Aeroklub Włocławski betrieben wird. Der Platz hat zwei Graspisten von 1000 und 600 m Länge. Geplant ist, diesen zukünftig auch für kleine Passagierflugzeuge und Frachtflugzeuge zu nutzen.